# 香农理工大学：中部中西部
香农理工大学：中部中西部（英語：Technological University of the Shannon: Midlands Midwest，缩写为TUS）是爱尔兰一所公立理工大学，这是爱尔兰第三所理工类大学，于2021年10月1日正式成立。
该校由两所理工学院合并而成，分别是阿斯隆理工学院和利默里克理工学院。合并受到理工大学法案的影响，法案要求至少要有两所理工学院联合才能申请升格为大学。
2021年10月1日大学正式成立，服务于爱尔兰中部与中西部地区。学校共有6个校区，分布于利默里克、阿斯隆、瑟勒斯、克朗梅尔和恩尼斯。